# 菅原伊織
菅原 伊織 （すがわら いおり、1978年9月3日 - ）は、神奈川県相模原市出身の我道会館RofC代表で空手家でもあるプロレスラー。プロレスでの所属は喧嘩プロレス二瓶組。身長175cm、体重60kg。血液型はO型。

## 略歴
デビュー前より総合格闘技の経験があり、所属していた神木會から独立して自身の空手道場「我道塾」を結成、1998年9月、10名の弟子と共に我道會館を発足させている。我道會館のメンバーのうち2名は関東空手道選手権3位に進出している。
1999年12月12日のZIPANG大田区民プラザ大会において対石田健次郎（柔道として参加）との異種格闘技戦のリングに上がっている（レフェリー：浅野グレース恵）が、2000年9月3日、二瓶組横浜クラブヘブン興行にて対勇作のシングルマッチでプロレスデビューとされている。二瓶一将の交通事故による喧嘩プロレス二瓶組の活動停止以降、T.A.M.A.や自身の名を関した自主興行（2006年4月9日の菅原伊織自主興行西調布大会等）に活動の本拠を移すが、二瓶組に籍は残している。プロレスラーとしては比較的軽量な選手に属する。
2008年10月18日に同年8月17日の第二回RofC自主興行でデビューさせたばかりの新人レスラーの由利大輔にダブルインパクトの練習をさせて死亡事故を起こした（2008年10月18日のリング禍参照）。2009年2月26日、死亡事故の当事者である他2名とともに業務上過失致死罪として亡くなった由利の遺族から刑事告訴を受けた。この件で警視庁東京湾岸署は2010年8月27日に3人を書類送検している。